# ヤクブ・モデル
- ヤクブ・モダー

ヤクブ・ピョートル・モデル（ポーランド語: Jakub Piotr Moder, 1999年4月7日 - ）は、ポーランド・西ポモージェ県シュチェチニク出身のサッカー選手。フェイエノールト所属。ポーランド代表。ポジションはMF。

## クラブ経歴
2014年にレフ・ポズナンのユースアカデミーに入所。2016年にBチームに昇格。2017-18シーズン終盤にトップチームに昇格。2018-19シーズンは2部リーグのオードラ・オポレでローン移籍でプレーし、31試合4ゴールを記録。2019-20シーズンより正式にトップチームメンバーの登録。同シーズンは初のエクストラクラサ (1部リーグ)で26試合5ゴールを記録。
2020年10月6日、ブライトン・アンド・ホーヴ・アルビオンFCと5年契約を締結。2020-21シーズンはローン移籍の形でレフ・ポズナンに残留し、UEFAヨーロッパリーググループリーグ戦のSLベンフィカ戦でゴールを記録。国内リーグ戦でも好調を維持。12月24日に2021年1月1日付でブライトンに正式に加入することが発表された。

## 代表経歴
2018年よりユース世代のポーランド代表に招集。2020年8月にフル代表初招集が決定。9月5日のUEFAネーションズリーグのオランダ戦で代表戦初出場。11月12日のウクライナ戦で、代表初ゴールを決めた。